# ریکنده
ریکنده، روستایی است از توابع بخش مرکزی شهرستان قائم‌شهر در استان مازندران واقع در ایران.روستای ریکنده در ۱۰ کیلومتری شهر قائمشهر جاده به سمت سیدابوصالح قرار دارد. مهمترین محصول این روستا برنج و نیشکر می باشد. شکر سرخ از مهمترین محصولات ریکنده میباشد که معروفیت زیادی در استان مازندران است.

## جمعیت
این روستا در دهستان کوهساران قرار داشته و براساس آخرین سرشماری مرکز آمار ایران جمعیت آن حدود ۱۰۰۰نفر (حدود ۳۰۰ خانوار) بوده‌است.

## سوغات
مهمترین و قدیمی‌ترین سوغات این روستا شکرقرمز (به محلی سیوشکر یا به فارسی شکر سرخ یا قهوه ای نیز گفته می‌شود) است. (نخستین بار در لغتنامه دهخدا نام روستای ریکنده به عنوان مهد شکرسرخ ایران آورده شده‌است) این محصول که هزاران سال است در این روستا به بهره‌برداری می‌رسد. شکر قرمر در حقیقت عصارهٔ نیشکر محلی می‌باشد که به روش‌های خاصی تبدیل به دو نوع محصول کف قرمز و شکر قرمز می‌شود و امروزه به شکل سنتی و صنعتی در این روستا به بهره‌برداری می‌رسد.